# Calanthemis garnieri
Calanthemis garnieri är en skalbaggsart som beskrevs av Karl Adlbauer och Dauber 2002. Calanthemis garnieri ingår i släktet Calanthemis och familjen långhorningar. Inga underarter finns listade.